# 大ドイツ民族共同体
大ドイツ民族共同体（Großdeutsche Volksgemeinschaft,略称GVG）は、ヴァイマル共和政期のドイツの政党。ミュンヘン一揆後に国家社会主義ドイツ労働者党（ナチ党）が禁止されている間、その偽装政党として設立された政党。

## 歴史
ミュンヘン一揆の失敗によりナチ党は禁止された。ヒトラーは逮捕される直前にアルフレート・ローゼンベルクを自分の不在時の代理に指名した。1924年1月、ローゼンベルクはミュンヘンやニュルンベルクの党組織を中心に「大ドイツ民族共同体」を創設した。ローゼンベルクはナチ党の偽装組織ではないことを外部に示すために自らは公式には代表に就かず、無名の活動家で鉄道員だったハンス・ヤーコプを代表に据えた。とは言え、大ドイツ民族共同体はヘルマン・エッサーとユリウス・シュトライヒャーというナチ党有力者を取り込んでおり、やがてこの二人によって指導されるようになった。他にフランツ・クサーヴァー・シュヴァルツ、アルトゥール・ディンターなども参加していた。
全てのナチ党組織が大ドイツ民族共同体に参加したわけではなく、この時期のナチ党は様々な分派に分かれていた。しかし1924年4月6日に予定されるバイエルン州議会選挙のために一つになる必要があった。1924年1月6日にバンベルクで大ドイツ民族共同体やドイツ労働者党など様々な旧ナチ党勢力が集まり、来る州議会選挙では合同して「民族主義ブロック」を形成することが決定された。
またローゼンベルクは北ドイツに力を持つドイツ民族自由党の党首アルブレヒト・フォン・グレーフェと1924年2月24日に会談し、バイエルン州議会選挙の後に来るべき5月4日の国会選挙で大ドイツ民族共同体と民族自由党が相互協力することを協定した。この両党の国会選挙協力体制を「民族主義＝社会主義ブロック」と名付けた。
しかしシュトライヒャーやエッサーはドイツ民族自由党との合同に否定的であり、議会政治への参加にも否定的だった。彼らは他のナチ残党グループより過激な意見をもっており、より激しい反ユダヤ主義、議会政治反対思想、労働者寄りの政策を掲げていた。
特に「民族主義ブロック」がドイツ労働者党をニュルンベルク支部と定めるとシュトライヒャーはこれを自らの縄張りへの挑戦と見なしてドイツ労働者党と「民族主義ブロック」への敵意を強めた。
1924年春のバイエルン州州議会選挙とドイツ国会議員選挙の後に大ドイツ民族共同体は、ドイツ労働者党など「民族主義ブロック」やドイツ民族自由党と対立を本格化させた。しかし選挙協力の結果は上々であったため、1924年6月12日にはドイツ民族自由党と「民族主義ブロック」などナチ党合同派の間で「国家社会主義自由運動」（Nationalsozialistische Freiheitsbewegung,略称NSFB）が創設された。エーリヒ・ルーデンドルフ将軍、ドイツ民族自由党党首フォン・グレーフェ、グレゴール・シュトラッサーが同組織の執行部を構成した。
大ドイツ民族共同体はこれに反発した。彼らはヒトラーが一揆前に「議会政治はドイツ国民破滅への道」と主張していた事を引き合いに議会政治への参加を拒否した。国家社会主義自由運動と大ドイツ民族共同体の対立は1924年秋に決定的となった。この頃、バイエルン州の民族主義ブロックが正式に国家社会主義自由運動バイエルン支部になったが、民族主義ブロックに加盟している大ドイツ民族共同体は「自分たちこそがヒトラー精神を継ぐ者」として彼らが国家社会主義自由運動に加わる条件として「全国指導部にシュトライヒャーを加えろ」「三名から成る現在の"全国指導部"を五名から成る"幹部会"に改組し、追加される二名は大ドイツ民族共同体から出せ」「大ドイツ民族共同体の負債はすべて国家社会主義自由運動で負担しろ」といった非妥協的な要求を突き付けた。国家社会主義自由運動は激怒し、大ドイツ民族共同体を民族主義ブロックから除名した。これにより両者の対立が決定的となったのである。大ドイツ民族共同体が選挙への参加に反対していたのは戦術的な理由もあったようである。すなわち同党は単独で「民族主義ブロック」と競い合えるだけの資金や組織がなかったので指導権をドイツ労働者党に奪われることを恐れていたようである。
孤立した大ドイツ民族共同体はドイツ共産党（大ドイツ民族共同体と同じく議会政治に反対し、労働者寄り政策を掲げていた）と連携を図ろうとしたが、共産党が反ユダヤ主義に同意しないため決裂した。
大ドイツ民族共同体は、1924年12月7日の国会選挙への参加や協力は拒んだが、同日に行われたバイエルンでの地方選挙には参加した。「民族主義ブロック」全体では前回選挙で得た得票率16%を5%へ減らす敗北を喫したが、大ドイツ民族共同体はニュルンベルク市において2万5000票を獲得してニュルンベルク市議会に6議席を獲得した。シュトライヒャーも市議会議員となった。これはシュトライヒャーにとってちょっとした勝利だった。
ヒトラーが出獄すると、大ドイツ民族共同体はドイツ労働者党などの「民族主義ブロック」とヒトラーを自派に取り込もうと争ったが、ヒトラーの指導が絶対という同じ立場から両党の対立は自然解消し、ともにヒトラーの指揮に復した。1925年2月27日にヒトラーが「ビュルガーブロイケラー」で行ったナチ党再結成式では大ドイツ民族共同体は最前列を陣取った。
大ドイツ民族共同体はそのままナチ党に合流して消滅した。